# 朱倓
朱倓（1905年—1980年），女，字仲婜、仲嫻，號菊齡，浙江海鹽人，歷史學家，本身亦從事歷史研究，早期即在《燕京學報》、《中央研究院歷史語言研究所集刊》等物發表學術文章。於1947年曾參選國大代表。著作有《明季社黨研究》、《班昭》等。為史學家朱希祖之長女，亦是同為歷史學者的羅香林之妻。